# Opportune Aymadji
Opportune Aymadji   (Txad) és una directora de cinema i política txadiana. És membre del Moviment de Salvació Patriòtica (MPS) a l'Assemblea Nacional.
El juliol de 2015, va intentar, sense èxit, convertir-se en secretària general regional del MPS per a Logone Oriental.

## Filmografia
- Tatie Pouvait Vivre, 1995.[2]